# 墾號
墾號為清朝時漢人或移民等向地方官府依法申請許可，接受官府通知領取合法墾照（開墾許可證，又稱墾單、墾諭），再進行投資招佃，並開墾無主地，以獨資或合資形式成立的土地開發單位，又稱墾戶；而如果依據法律另外取得業主的資格時，就會稱作業主、業戶。

## 簡介
在17世紀的清朝，中國境內「無主地」土地所有權皆屬清廷官方。1644年（順治元年），清廷決議准許將州、縣不屬於任何人的荒地，分給流民和官兵以「屯」為單位進行耕種；只要是流民開墾者，「給以印信執照，永准為業」。 1753年（乾隆十八年），又決議准許報墾荒地手續，也就是各省布政司預先刻板印行執照，加蓋印信，發給各州縣，待墾戶向官署報告並遞交申請，經實地查看驗證後發給墾照。
報墾手續通常是民眾先向官府申請開荒（開墾荒地），首先必須記載開墾範圍、地界。申請後，為避免糾紛，官府會約略審理檢查並派人會同查勘，經實地查看無誤，公告數月（五個月）而沒有人持有異議，才會發給墾照。而獲得該墾照的原申請人，稱為墾主或墾戶。該開墾的團體即為墾號。
墾照所准許開墾的土地面積通常非常廣大，依照法律，須在一定年限內開墾成農田，否則就會失效。所以，接下來墾主會招募佃農從事實際拓墾工作。假使能於秋收等規定期間內開墾成功，向官方納糧完稅，將墾成的田園向政府通知報告面積、等則，並核定賦税的數額，即完成「報陞」程序，成為該墾地所有權人，又稱業戶。

## 地區

### 臺灣本島
清朝的臺灣土地依所有權區分，主要有三類：第一種是有明確所有人的田園或土地，大多是民眾擁有的熟田（常年耕種的田地）；第二類是沒有所有人的荒地，按照法律收歸（清政府）國有；第三類是番有地，屬於原住民所有。第一種地的取得必須依照正常買賣、典贌手續；第二種地必須向官府辦理報墾手續，第三種地透過各種方式向番社（原住民部落）或番人（原住民）取得。移民拓墾的大多是第二、三類土地，而墾戶在這些土地的拓墾權取得上扮演著重要的角色。
墾戶有獨資、合資兩種。獨資的墾戶多半為擁有大量資本（甚至擁有武裝力量與火器， 
以對付外來入侵者、械鬥及原住民的出草獵首），例如藍張興墾號（藍廷珍出資）、施長齡墾號（施世榜出資）、張振萬墾號（張達京出資）（這些出資者被稱作墾首）；資本比較小的墾戶則組成合夥墾號，共同投資，一起承擔風險，如1709年（康熙四十八年）陳賴章墾號是由陳天章 （页面存档备份，存于）、陳逢春、賴永和、陳憲伯、戴天樞等人或業戶所組合。即使是獨資墾戶，大多是同一個家族的成員共同出資，有如家族公司；合資墾號有如合夥股份公司，兩者的合資色彩都很明顯。
墾戶取得土地後，就會招來佃戶（又稱佃人）進行開墾，事實上是一種主佃合墾制：墾戶通常並不會親自拓墾，而是召集佃戶進行實際開墾；佃戶大多「自備工本，開墾成田」（「工」指的是勞力，「本」指的是資本）。也就是說，開墾過程中經常是墾（墾戶）佃（佃戶）合作，而且真正讓荒土變成良田多半是佃人的功勞。佃戶將土地開墾完成後，墾戶可以收取比較高的租税數額，而佃戶只要繳付一定的額租，就可以「永為己業」，擁有「準所有權」，形同「實質所有權」，因此會更加全力以赴。地主、佃戶為了取得各自更大的權利而各自努力開墾，因而加速了土地的開發。也因此形成土地雙重所有制，為接下來的大小租制埋下伏筆。還有，由此看來，如果稱墾戶制的開墾組織為合墾制似乎更符合實際狀況。

## 清代臺灣著名墾號

### 康熙年間
- 陳賴章（泉州裔，陳天章、陳逢春、賴永和等，範圍：今大臺北地區）
- 施長齡（泉州裔，施世榜，施琅族侄，範圍：半線地區）
- 楊怡德（臺灣縣裔，楊志申 （页面存档备份，存于）、楊東興，範圍：半線地區、今南投縣集集一帶）
- 何周王
- 盧林李
- 陳錦容（泉州裔，範圍：半線地區）

### 雍正年間
- 藍張興（漳州裔，藍廷珍等，範圍：今原臺中市市區、烏日、大里、太平等）
- 張振萬（客籍，張達京等，範圍：岸裡、葫蘆墩等）
- 吳伯榮（泉州裔，吳洛 （页面存档备份，存于），範圍：阿罩霧、柳樹濫、萬斗六等）

### 乾隆年間
- 張吳文，後拆夥為吳際盛、張必榮 （張吳文與吳際盛皆與吳洛 （页面存档备份，存于）有關，範圍：今臺北地區）
- 姜勝本（客籍，范姜殿高兄弟，範圍：今桃園楊梅、觀音等）
- 郭振岳（漳州裔，郭振掬等，範圍：大溪墘庄）[6]

### 道光年間
- 金廣福（閩粵合股，姜秀鑾、林德修等，範圍：今新竹北埔等）

## 链接链接
- 墾戶- 台灣大百科全書Encyclopedia of Taiwan （页面存档备份，存于）
- 墾號- 台灣大百科全書Encyclopedia of Taiwan （页面存档备份，存于）
- 地契文書解讀
- 噶瑪蘭抵美簡社開墾執照 - 物件資訊- 斯土斯民-臺灣的故事[永久]